# Robert Orton Work
Robert Orton Work (sinh ngày 17 tháng 1 năm 1953) là chuyên viên an ninh quốc gia Hoa Kỳ, từng là Thứ trưởng Bộ Quốc phòng thứ 32 của Hoa Kỳ cho cả chính quyền Barack Obama và Donald Trump từ năm 2014 đến năm 2017. Trước đó, Work là Thứ trưởng Bộ Hải quân Hoa Kỳ từ năm 2009 đến năm 2013 và trước đó là Đại tá Thủy quân lục chiến Hoa Kỳ. Work đã về hưu năm 2001 và làm việc với vai trò một dân sự tại Trung tâm Đánh giá Chiến lược và Ngân sách (CSBA) và Đại học George Washington ở nhiều vị trí khác nhau liên quan đến nghiên cứu quân sự và chiến lược. Từ năm 2013 đến năm 2014, ông là Giám đốc điều hành Trung tâm An ninh Mỹ mới (CNAS).

## Đầu đời và giáo dục
Work sinh tại Charlotte, Bắc Carolina. Ông theo học Đại học Illinois và nhận được bằng Cử nhân Khoa học về sinh học. Work sau đó nhận được được bằng Thạc sĩ Khoa học về quản lý hệ thống từ Đại học Nam California, một bằng Thạc sĩ Khoa học về hoạt động hệ thống không gian từ Trường sau đại học Hải quân và bằng thạc sĩ về chính sách quốc tế từ Trường Paul H.Nitze về nghiên cứu quốc tế nâng cao tại Đại học Johns Hopkins.

## Sự nghiệp quân sự
Nghĩa vụ quân sự của Work bắt đầu trong khi ông là một sinh viên tại Đại học Illinois, nơi ông là một thành viên của Quân đoàn đào tạo sĩ quan dự bị Hải quân. Ông có bằng phong cấp sĩ quan là Thiếu úy của Thủy quân lục chiến Hoa Kỳ vào tháng 9 năm 1974.
Work đã trải qua 27 năm trong Thủy quân lục chiến, giữ nhiều vị trí khác nhau. Ông chỉ huy một khẩu đội pháo, sau đó là một tiểu đoàn pháo. Ông nhanh chóng trở thành chỉ huy căn cứ Trại Fuji; người đứng đầu đầu tiên của Nhóm sáng kiến chiến lược thuộc Thủy quân lục chiến, một nhóm phân tích nhỏ cung cấp lời khuyên trực tiếp cho Chỉ huy trưởng Thủy quân lục chiến Mỹ; và, ở chức vụ quân sự cao nhất của mình, là trợ lý quân sự và sĩ quan phụ tá đặc biệt cho Bộ trưởng Bộ Hải quân Hoa Kỳ Richard Danzig. Cấp bậc của Work khi ông rời khỏi Thủy quân lục chiến Hoa Kỳ năm 2001 là Đại tá.

## Sự nghiệp dân sự
Ông gia nhập Trung tâm Đánh giá Chiến lược và Ngân sách (CSBA) với tư cách là một nghiên cứu viên cao cấp về các vấn đề hàng hải. Sau đó ông trở thành Phó Chủ tịch của CSBA về nghiên cứu chiến lược. Ông cũng là một giáo sư trợ giảng tại Đại học George Washington, giảng dạy phân tích quốc phòng và vai trò và nhiệm vụ của các lực lượng vũ trang. Trong thời gian này, Work đã viết và nói rộng rãi về chiến lược hải quân và lính thủy đánh bộ. Ông cũng định hướng và phân tích các trò chơi chiến tranh cho Văn phòng Đánh giá Net và Văn phòng Bộ trưởng Quốc phòng. Ông tham gia vào Đánh giá quốc phòng 4 năm một lần năm 2006. Công việc của Work đã tập trung vào chiến lược quốc phòng; đề xuất cơ cấu lại Bộ Quốc phòng; và các vấn đề hàng hải.

### Thứ trưởng Bộ Hải quân

Cờ của Thứ trưởng Bộ Hải quân Hoa Kỳ

Trong quá trình chuyển giao quyền lực Tổng thống của Barack Obama, Work là một thành viên của Đội chuyển giao quyền hành Bộ Quốc phòng, tập trung vào sự chuyển giao tại Bộ Hải quân Hoa Kỳ. Tổng thống Barack Obama đề cử Work làm Thứ trưởng Bộ Hải quân và ông được Thượng viện Hoa Kỳ phê chuẩn vào ngày 19 tháng 5 năm 2009.
Năm 2012, sau khi đệ trình một yêu cầu ngân sách giảm việc xây dựng tàu ngầm, Work nói rằng chỉ có một tàu ngầm có thể hoạt động ở Eo biển Đài Loan trong một cuộc xung đột với Trung Quốc.
Năm 2013, Trung tâm An ninh Mỹ mới đã thông báo rằng Work sẽ là Giám đốc điều hành mới của họ kể từ ngày 22 tháng 4 năm 2013.

### Thứ trưởng Bộ Quốc phòng

Cờ của Thứ trưởng Bộ Quốc phòng Hoa Kỳ

Ngày 7 tháng 2 năm 2014, Tổng thống Obama đề cử Work trở thành Thứ trưởng Bộ Quốc phòng.
Khi James Mattis trở thành Bộ trưởng Quốc phòng vào tháng 1 năm 2017, ông yêu cầu Work vẫn làm Thứ trưởng Bộ Quốc phòng để hoàn thành một số nhiệm vụ, bao gồm chuẩn bị sửa đổi cho tài trợ bổ sung trong năm tài chính 2017 và chuẩn bị ngân sách năm tài chính 2018 để đệ trình vào tháng 5 năm 2017. Điều này có thể đánh dấu lần đầu tiên trong lịch sử, nơi ba chức vụ hàng đầu tại Lầu Năm Góc - Bộ trưởng, Thứ trưởng và Chủ tịch Hội đồng Tham mưu trưởng Liên quân - do Thủy quân lục chiến nắm giữ.